# 杨许强
杨许强，中华人民共和国政治人物、外交官。
1988年，担任首位中华人民共和国驻乌拉圭大使。1993年，由谢汝茂接任。